# Tramwaje w Radomiu
Tramwaje w Radomiu – niezrealizowany system komunikacji tramwajowej w Radomiu. Pierwsze projekty zakładały budowę linii w latach 60. XX wieku.

## Historia
Na początku lat 60. XX wieku narodziła się koncepcja budowy pierwszej linii tramwajowej jako alternatywy dla autobusów. Projektowana linia miała połączyć osiedla Potkanów i Gołębiów z centrum miasta i liczyć blisko 25 km, jednakże nie przystąpiono do jego realizacji.
W latach 70. prof. Michał Kelles-Krauz powrócił do pomysłu budowy sieci tramwajowej. Plan zakładał budowę głównej linii z osiedla Akademickiego na Ustronie, oraz dwóch odnóg do Gołębiowa i Potkanowa. Projekt był bliski realizacji, jednak upadł.
W roku 1996 powrócono do pomysłu tramwaju. Przedsiębiorstwo Alga sprowadziło nawet dwa tramwaje z Magdeburga, które miały przemierzać ulice Radomia, jednak planów nie zrealizowano.
W 2013 roku zarząd woj. mazowieckiego włączył do Kontraktu Terytorialnego budowę linii tramwajowej, która miałaby być zbudowana w perspektywie unijnej na lata 2014–2020. Jednak do tego pomysłu nie są przekonane władze miasta. W 2016 roku wiceprezydent Jerzy Zawodnik określił pomysł jako interesujący, ale zwrócił uwagę na duże koszty, których również nie można pokryć z programu „Infrastruktura i Środowisko”, gdyż jest przeznaczony tylko dla miast wojewódzkich.

## Proponowane trasy w latach

### Lata 60. XX wieku
POTKANÓW - Stalowa - Starokrakowska - Limanowskiego - Wałowa - Mireckiego - Wernera - Malczewskiego - Warszawska - Gołębiowska - BRZUSTÓWKA

### Lata 70. XX wieku
OSIEDLE AKADEMICKIE - Chrobrego - Focha - plac Konstytucji - Piłsudskiego - Kościuszki - Dowkonta - Grzecznarowskiego - PCK - Czarna - Młodzianowska - USTRONIE
- Odnoga do Gołębiowa (ulicami Struga i Kozienicką)
- Odnoga do Potkanowa (ulicami 1905 roku, Dzierżyńskiego, Starokrakowską i Stalową)